# Lilio Giannecchini
Lilio Giannecchini (Pascoso, 21 giugno 1925 – Lucca, 27 luglio 2014) è stato un partigiano italiano, è stato vicecomandante della 58ª Brigata Garibaldi “Oreste”, il suo nome di battaglia era "Toscano".

## Biografia
Attivista comunista nel 1941, dopo un arresto e varie vicissitudini, fu rilasciato ed entrò negli Alpini. Dopo l'armistizio diventò un leader dei partigiani liguri.
Dal 1980 al 2010 ha ricoperto la carica di direttore dell'Istituto storico della Resistenza e dell'età contemporanea di Lucca. 
Nel dicembre del 2012 è stato aggredito a tradimento, ferito gravemente e ricoverato all'ospedale di Pisa.